# Catocala anna
Catocala anna är en fjärilsart som beskrevs av Augustus Radcliffe Grote 1874. Catocala anna ingår i släktet Catocala och familjen nattflyn. Inga underarter finns listade i Catalogue of Life.